# Бродецкое (Оренбургская область)
Бродецкое — село в Оренбургском районе Оренбургской области. Административный центр Бродецкого сельсовета.

## География
Село находится на расстоянии 33 км к северо-западу от города Оренбург, административного центра района и области.

### Часовой пояс
Село Бродецкое как и вся Оренбургская область, находится в часовой зоне МСК+2. Смещение применяемого времени относительно UTC составляет +5:00.

## Население
| 2002 | 2010  |
| ---- | ----- |
| 987  | ↗1284 |

## Улицы
| - пер. Банный, - пер. Больничный, - пер. Горный, - ул. Каргальская, - ул. Комсомольская, - пер. Мастерской, | - ул. Молодёжная, - ул. Набережная, - ул. Новая, - ул. Победы, - ул. Полевая, - пер. Просторный, | - пер. Северный, - пер. Сельский, - ул. Советская, - ул. Степная, - ул. Центральная, - пер. Школьный. |